# Stig Andersen Hvide
Stig Andersen (Hvide) eller Marsk Stig (omkring 1230 - 1293) hørte ved ægteskab til den indflydelsesrige Hvideslægt. Han var blandt dem, der blev dømt fredløse for mordet på kong Erik 5. Klipping i Finderup Lade d. 22. november 1286.
Han og andre fredløse bosatte sig på øen Hjelm ud for Djursland, hvor de, støttet af Norge, deltog i krigen mellem Danmark og Norge.

## Slægt
Stig Andersens far kendes ikke, men det er sandsynligt at familiens ejendomme især har ligget i Åbosyssel i Østjylland. Hvideslægten havde i 1200-tallet stor indflydelse i Danmark, og andre berømte medlemmer er stamfaderen Skjalm Hvide, biskop Absalon, Esbern Snare og Asser Rig. Slægtens medlemmer har bortset fra Skjalm Hvide næppe brugt tilnavnet Hvide, men er blevet det tillagt efter middelalderen.

## Tjeneste under Erik Klipping
Stig Andersen førte den hær af ryttere og fodfolk, som Erik 5. Klipping i 1275 sendte til Sverige for at hjælpe Birger Jarls sønner Magnus og Erik i deres kamp mod broderen Valdemar Birgersson. Efter at Magnus og Stig havde sejret over bondehæren i Slaget ved Hova i Västra Götaland, måtte Valdemar flygte og blev snart taget til fange. Samme år fik Stig stillingen som marsk for kongen, en stilling han overtog efter Jens Kalf.
I 1276 viste Stig Andersen det første trodsige skridt mod kong Erik, idet han på danehoffet i Nyborg vægrede sig ved at aflægge ed til hans unge søn Erik, som de øvrige stormænd havde gjort. Imidlertid beholdt Stig Andersen sin stilling som marsk, uagtet at han utvivlsomt var en af hovedmændene i det politiske parti, der søgte at aftvinge kongen forfatningsbestemmelser, som kunne sikre landet et mere lovbundet regimente.
Da spændingen var på det højeste i foråret 1282, gav kongen efter og udstedte de betydningsfulde Forpligtelsesbreve af 19. marts og 29. juli og to år senere yderligere anordninger. Det blev siden kendt som Erik Klippings håndfæstning.
Stig Andersen valgtes i 1284 til den ene af de to voldgiftsmænd, der skulle afgøre spørgsmålene om delingen af arven efter Erik Plovpenning.

## Dømt for mordet på kongen
Kong Erik blev myrdet Skt. Cæcilie Nat (22. november) 1286 af ukendte gerningsmænd i Finderup Lade.
På danehoffet i Nyborg ved pinse 1287 dømte et nævn på tre tylvter (3 gange 12 mænd) – næsten enstemmigt – at grev Jakob af Halland, Stig Andersen, Niels Hallandsfar, Peder Porse, Rane Jonsen og fire andre var skyldige i mordet. De blev erklæret fredløse og fradømt deres gods. Dommen blev stadfæstet af ærkebispen og samtlige bisper og senere af den tyske kejser Rudolf af Habsburg.
Det er både udokumenteret og usandsynligt at de, der blev dømt som kongemordere, virkelig var skyldige. Dommen skal snarest forklares på baggrund af den krig mellem Norge og Danmark, som allerede var i gang i 1286, og retsopgøret 1287 må forstås som en politisk udrensning.
Da dommen efter Stig Andersens død blev prøvet i 1305, blev det erkendt, at der ikke var bevis for at han havde været i Finderup Lade, men i øvrigt blev intet ændret i dommen.

## Norsk eksil og borgerkrig
Efter dommen i 1287 flygtede de dømte til Norge, hvor kong Erik Præstehader tog dem under sin beskyttelse (1287). Med norsk hjælp og støttet af enkelte adelsfolk, herunder Lunds ærkebiskop Jens Grand, i Danmark begyndte Stig Andersen Hvide at deltage i krigen mod den danske konge, De fredløses krig.
Middelfart og Hindsholm var de første steder, der stod i flammer, og snart efter gik togtet til Jylland (1288). Erik Præstehader sejlede 1289 med en flåde ned i Øresund, brændte Helsingør og lagde sig ud for København; med en del af styrken drog Stig Andersen imidlertid herfra til Samsø, hvor han indtog Gammel Brattingsborg; derpå til Storebælt, hvor han brændte Tårnborg og Skælskør. Også Nykøbing Falster blev hjemsøgt, Nykøbing Slot blev brændt, og i forening med kongen plyndrede Stig Andersen de sydlige øer.
Stig Andersen kunne nu uhindret bygge sig et fast tilholdssted på øen Hjelm i 1290, og grev Jacob byggede en lignende borg på Hunehals i Nørrehalland. Begge besiddelser blev erklæret som norsk ejendom. Fra disse faste punkter førte de fredløse i en årrække krig mod Danmark. Men Stig Andersen døde allerede i 1293; ifølge en tradition fra en senere tid skal hans lig i hemmelighed være ført til Stubberup kirke på Hindsholm.
På øen fremstillede de ligeledes egne mønter. Nogle historikere har omtalt det som falskmøntneri andre at der blot er tale om produktion af konkurrerende mønter.